# Xucurus-cariris
Os Xukuru-Kariri (autodenominados Wakónã) são um grupo indígena oriundo do município brasileiro de Palmeira dos Índios, no estado de Alagoas, e provêm da união de duas etnias distintas, Xukuru e Kariri. Em Alagoas, habitam as Áreas Indígenas Mata da Cafurna, Xucuru-Kariri e Fazenda Canto, e às margens do lago formado pela Barragem de Moxotó, no município de Glória, na Bahia (Área Indígena Quixabá).

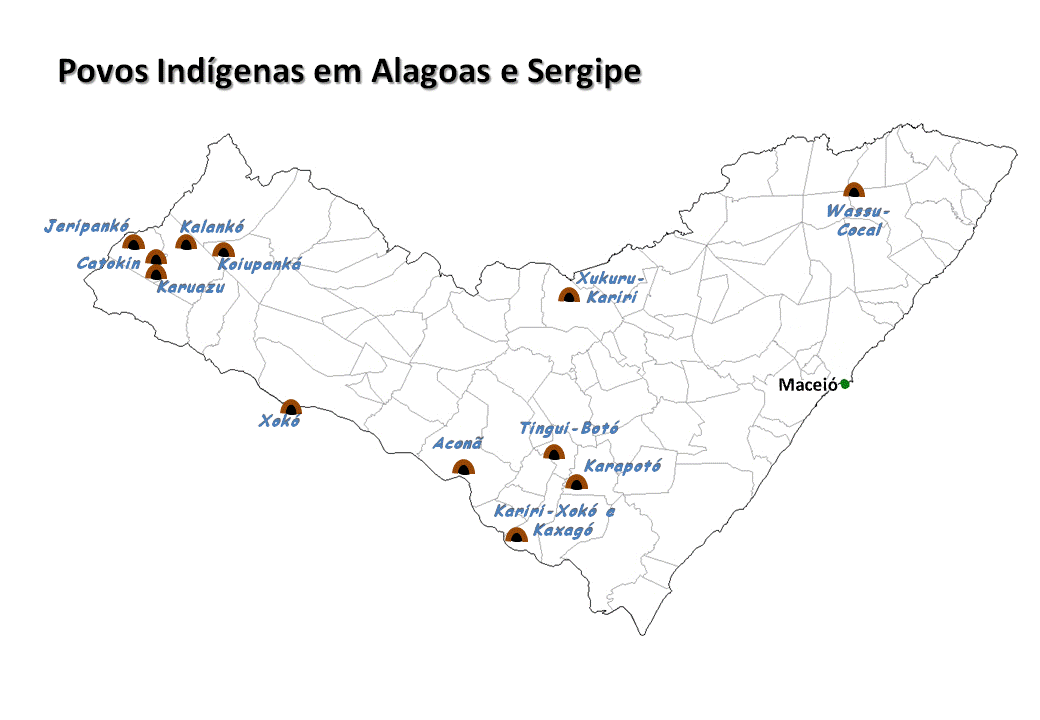
Povos Indígenas em Alagoas e Sergipe.

Após muitos conflitos de terras, mortes de indígenas, algumas famílias se mudaram para Ibotirama, na Bahia. Também fugindo de conflito nesta localidade alguns integrantes deste grupo, que tem como líder José Sátiro, vieram, em 1998, para Minas Gerais. Ainda em 1998, os Xukuru-Kariri solicitaram à FUNAI a compra de uma terra para o grupo em Minas Gerais. Enquanto avaliava a situação, a FUNAI destinou ao grupo, em caráter provisório, uma área na região de São Gotardo.
Em 2001, o órgão indigenista oficial, na tentativa de assentar definitivamente o grupo, destinou uma fazenda no município de Caldas, distante 20 km da cidade de Poços de Caldas, sul de Minas, para permanência do grupo. Essa fazenda possui 101 hectares e é de posse da União Federal. Membros do grupo de José Satiro ainda permanecem na Bahia. O cacique negocia com a Funai a ida deles para Minas. Participando ativamente do movimento indígena e dos encontros relativos à questão indígena em nível estadual e nacional, os Xukuru-das comemorações dos 500 anos do Brasil (Prezia, 2004: 95).